# Piraúba
Piraúba là một đô thị thuộc bang Minas Gerais, Brasil. Đô thị này có diện tích 145 km², dân số năm 2007 là 10686 người, mật độ 87,6 người/km².